# Bluewater (California)
Bluewater es un lugar designado por el censo ubicado en el condado de San Bernardino en el estado estadounidense de California. En el año 2000 tenía una población de 265 habitantes y una densidad poblacional de 71.6 personas por km². 

## Geografía
Bluewater se encuentra ubicado en las coordenadas 34°10′49″N 114°15′2″O / 34.18028, -114.25056. Según la Oficina del Censo, la ciudad tiene un área total de 3,7 km² (1,4 mi²), de la cual 2,4 km² (0,9 mi²) es tierra y 1,3 km² (0,5 mi²) 35.00% es agua.

## Demografía
Los ingresos medios por hogar en la localidad eran de $18,750, y los ingresos medios por familia eran $25,000. Los hombres tenían unos ingresos medios de $27,083 frente a los $17,250 para las mujeres. La renta per cápita para la localidad era de $15,142. Alrededor del 18.6% de la población estaban por debajo del umbral de pobreza.